# Strange World
Strange World (bra: Mundo Estranho; prt: Estranho Mundo) é um filme de aventura de ação e ficção científica de animação digital produzido pela Walt Disney Animation Studios para a Walt Disney Pictures. O 61º filme de animação produzido pelo estúdio, o filme foi dirigido por Don Hall, escrito por Qui Nguyen e produzido por Roy Conli. O filme apresenta as vozes de Jake Gyllenhaal, Jaboukie Young-White, Gabrielle Union, Lucy Liu e Dennis Quaid.
Strange World foi lançado nos Estados Unidos em 23 de novembro de 2022, pela Walt Disney Studios Motion Pictures.

## Elenco
- Jake Gyllenhaal como Searcher Clade, um fazendeiro.
- Jaboukie Young-White como Ethan Clade, o filho de 16 anos de Searcher que anseia por aventuras além da fazenda de seu pai enquanto também navega por uma paixão escolar.
- Gabrielle Union como Meridian Clade, uma piloto e líder natural, mãe de Ethan e esposa de Searcher.
- Lucy Liu como Callisto Mal, a chefe da terra de Avalonia e a líder da exploração do mundo estranho.
- Dennis Quaid como Jaeger Clade, pai de Searcher.

## Produção
Em 3 de abril de 2020, um filme da Disney Animation foi anunciado para um lançamento no final de 2022.
Em 31 de maio de 2021, começaram as audições para o papel de Ethan, com a produção programada para começar em 1º de julho. Em agosto, foram reveladas informações sobre o filme, juntamente com seu título provisório, Searcher Clade.
Em 8 de dezembro de 2021, o logotipo oficial do filme, com o título atualizado de Strange World, foi publicado na plataforma de imprensa da Disney.[carece de fontes?] Um dia depois, o filme foi formalmente anunciado pela Disney, juntamente com a revelação de algumas artes conceituais. Em 6 de junho de 2022, um teaser trailer do filme foi lançado junto com a revelação de Jake Gyllenhaal como a voz do protagonista principal, Searcher Clade.
Onze dias depois, em 17 de junho, o resto do elenco principal do filme foi anunciado no Festival de Cinema de Animação de Annecy com Jaboukie Young-White como Ethan Clade, Gabrielle Union como Meridian Clade, Lucy Liu como Callisto Mal e Dennis Quaid como Jaeger Clade.
Em dezembro de 2021, Don Hall foi anunciado como diretor, Qui Nguyen como co-diretor e escritor e Roy Conli como produtor. De acordo com Hall, Strange World é uma referência às revistas pulp — ficção popular da primeira metade do século 20 que era impressa em papel pulp de madeira barato. Ele também disse que "[ele] adorava ler as antigas edições de pulps crescendo. Eram grandes aventuras nas quais um grupo de exploradores poderia descobrir um mundo oculto ou criaturas antigas. Eles foram uma grande inspiração para Strange World ".
Durante o Festival de Cinema de Animação de Annecy foi revelado que o filme teria o primeiro romance gay adolescente da Disney.

## Marketing
O primeiro visual do filme foi lançado em 9 de dezembro de 2021. Max Evry, do /Film, disse que a imagem "[parecia] muito com Avatar, ou pelo menos a seção Pandora do Animal Kingdom da Disney World.". O teaser trailer foi lançado em 6 de junho de 2022. Petrana Radulovic, da Polygon, sentiu que era "uma homenagem aos filmes de ficção científica retrô" e, semelhante a Raya e o Último Dragão, "definitivamente parece se inclinar mais para a ação do que as típicas fantasias musicais da Disney".

## Lançamento
Strange World foi lançado nos Estados Unidos em 23 de novembro de 2022, pela Walt Disney Studios Motion Pictures.
No Brasil e em Portugal, o filme foi lançado em 24 de novembro de 2022.
O filme foi originalmente programado para ser lançado nos cinemas na França, mas mais tarde foi transferido para um lançamento no Disney+ devido aos regulamentos do país sobre janelas de lançamento de filmes, aos quais a Disney se opôs.